# Che (film, 2014)
Pour les articles homonymes, voir Che (homonymie).
Pour plus de détails, voir Fiche technique et Distribution.
Che (en persan : چ) est un film iranien réalisé par Ebrahim Hatamikia, sorti en 2016. Ce film se penche sur la vie de Mostafa Chamran, l’un des commandants les plus connus pendant la guerre Iran-Irak.

## Fiche technique
- Photographie : Hossein Jafarian

## Distribution
- Fariborz Arabnia : Mostafa Chamran
- Saeed Rad : Valiollah Fallahi
- Babak Hamidian : Asghar Vesali
- Merila Zarei : Hanna

## Récompenses
| Distinction                            | Catégorie                                                      | Nom                 | Résultat |
| -------------------------------------- | -------------------------------------------------------------- | ------------------- | -------- |
| Le 32e Festival du film de Fajr (2014) | Simorgh de cristal pour le Meilleur acteur dans un second rôle | Babak Hamidian      | Lauréat  |
| Le 32e Festival du film de Fajr (2014) | Simorgh de cristal pour le Meilleur montage                    | Mehdi Hoseinvand    | Lauréat  |
| Le 32e Festival du film de Fajr (2014) | Simorgh de cristal pour le Meilleur son                        | Bahman Ardalan      | Lauréat  |
| Le 32e Festival du film de Fajr (2014) | Simorgh de cristal pour le Meilleur effets visuels             | Hadi Islami         | Lauréat  |
| Le 32e Festival du film de Fajr (2014) | Simorgh de cristal pour le Meilleur effets spéciale            | Hmid Reza Soléymani | Lauréat  |